# Júlio Tavares
Pour les articles homonymes, voir Tavares.
Júlio Carolino Tavares, abrégé Júlio Tavares, né le 19 novembre 1988 à Tarrafal, est un footballeur international cap-verdien, possédant également la nationalité française. Il évolue au poste d'attaquant au Dijon FCO.
Il est à ce jour le meilleur buteur de l'histoire du Dijon FCO.

## Biographie

### Jeunesse et formation
Arrivé en France à l'âge de six ans, Júlio Tavares, après avoir commencé le foot dans le club de l'US Nantuatienne, est recruté par le club de Montréal-la-Cluse dont le gardien est blessé, alors qu'il joue à la pétanque. Après une année au club, l'attaquant de l'équipe se blesse à son tour, et Tavares prend sa place. Il marque but sur but en championnat, et se fait repérer par le FC Bourg-Péronnas, alors en CFA 2, la cinquième division française.
Malgré un refus initial, il rejoint finalement le club entraîné par Hervé Della Maggiore durant l'été 2008. Lors de sa première saison, il inscrit plusieurs buts et permet à son équipe de monter en CFA. En 2011-2012, Tavares marque notamment lors du seizième de finale de Coupe de France contre l'AC Ajaccio, un but qui permet à son équipe de se qualifier pour les huitièmes de finale, une première depuis neuf ans.

### Dijon Football Côte-d'Or
Durant l'été 2012, il est mis à l'essai par le Dijon FCO, avant de signer son premier contrat professionnel avec le club, d'une durée de deux ans. Après avoir connu sa première sélection en novembre, il est appelé à la CAN en janvier 2013. À son retour en club, il connaît une période de disette de cinq mois. 
Après une saison seulement au DFCO, il prolonge son contrat de deux ans supplémentaires. 
En 2015-2016, il est titulaire à la pointe de l'attaque et inscrit onze buts en championnat, son record personnel. Il marque notamment le triplé le plus rapide de Ligue 2 lors de la quinzième journée contre le Clermont Foot 63, en six minutes, et les deux buts de la victoire dijonnaise au Havre AC lors de la vingt-cinquième journée.
Il marque son premier but en Ligue 1 contre l'Olympique lyonnais au mois d'août 2016.
Le 19 août 2017 il égale le record de 55 buts inscrits pour le Dijon Football Côte-d'Or détenu par Sebastián Ribas. Le 28 octobre 2017, il devient seul meilleur buteur de l'histoire du club en marquant le but de la victoire face au Football Club de Nantes, victoire un à zéro. Au cours de la saison 2017-2018, il inscrit 12 buts en 26 matchs de Ligue 1 ce qui en fait le meilleur buteur du club la saison devant Kwon Chang-hoon.
Il commence la saison 2018-2019 en tant que capitaine à la suite du départ du défenseur Cédric Varrault. Lors de la première journée de championnat, il inscrit son premier but de la saison sur la pelouse du Montpellier Hérault Sport Club. Il récidive lors de la deuxième journée en inscrivant un doublé face au FC Nantes, devant le public dijonnais. Il permet ainsi à son équipe de compter deux victoires en autant de matchs et de figurer provisoirement à la deuxième place du championnat. Il ne marque plus en championnat jusqu'au soir de la 36e journée, où il trouve la faille sur penalty face au RC Strasbourg, participant à la victoire des siens deux buts à un. Une victoire essentielle qui permet alors aux dijonnais de garder espoir dans la course au maintien. Le 24 mai 2019, lors de la 38e journée de Ligue 1, il inscrit le but de la victoire deux buts à un face au Toulouse Football Club et permet à son équipe d'accéder de justesse aux barrages lors desquels le club se maitien.
Au début de la saison de Ligue 1 2020-2021, le président du DFCO Olivier Delcourt affirme que Tavares souhaite quitter le club pour rejoindre le championnat d'Arabie Saoudite. Il quitte le club le 14 septembre 2020 après huit années de bons et loyaux services. Il figure alors parmi les légendes du club bourguignon, les supporters lui ayant même dédié un chant en son honneur.

### Passage en Arabie saoudite
Le 14 septembre 2020, il rejoint Al Faisaly. Il se montre décisif très rapidement au sein de sa nouvelle équipe avec deux buts et un passe décisive lors de ses trois premières apparitions. Le 27 mai 2021, il inscrit un triplé en finale de Coupe du Roi, que son équipe remporte face à Al Taawon sur le score de trois buts à deux après avoir marqué le seul but de la demi-finale contre Al-Nassr.
Après deux saisons au club, il rejoint le club de Al Raed.
Il y passe également deux saisons avant de rejoindre le club de Al-Diraiyah FC en troisième division saoudienne avec qui il est champion.

### Retour au Dijon FCO
Le 23 juillet 2025, il est aperçu au centre d'entraînement du Dijon FCO, s'entraînant avec le groupe professionnel. Son retour est officialisé deux jours plus tard. 

### En sélection nationale
Tavares est sélectionné en équipe nationale du Cap-Vert pour la première fois en novembre 2012, et honore sa première sélection internationale, le 14 novembre 2012 lors d’un match amical face au Ghana. Il participe ensuite à la Coupe d'Afrique des Nations en 2013. Il prend part à tous les matchs de groupe et offre la passe décisive du but victorieux de Héldon lors de la victoire deux buts à un contre l'Angola lors de la troisième journée de groupe. La sélection est éliminé lors tours suivant en quart de finale contre le Ghana.
Il est de nouveau sélectionné pour la CAN en 2015 et prend part à deux des trois matchs de poules mais après trois nuls, la sélection est éliminée.
Il participe à la Coupe d'Afrique des nations de football 2021 organisée au Cameroun. Sa sélection atteint les huitièmes de finale. Tavares inscrit un but, le premier de sa carrière dans la compétition international qui offre la victoire un but zéro lors de la première journée face à l'Éthiopie.
International cap-verdien depuis 2012, il compte 48 sélections et 8 buts avec les Requins Bleus.

## Statistiques

### En club
| Saison                | Club                  | Championnat           | Championnat | Championnat | Championnat | Coupe nationale | Coupe nationale | Coupe nationale | Coupe de la Ligue | Coupe de la Ligue | Coupe de la Ligue | Compétition(s) continentale(s) | Compétition(s) continentale(s) | Compétition(s) continentale(s) | Compétition(s) continentale(s) | Total | Total | Total |
| Saison                | Club                  | Division              | M.          | B.          | P.d.        | M.              | B.              | P.d.            | M.                | B.                | P.d.              | Comp.                          | M.                             | B.                             | P.d.                           | M.    | B.    | P.d.  |
| 2009-2010             | FC Bourg-Péronnas     | CFA                   | 28          | 8           | 0           | -               | -               | -               | -                 | -                 | -                 | -                              | -                              | -                              | -                              | 28    | 8     | 0     |
| 2010-2011             | FC Bourg-Péronnas     | CFA                   | 31          | 14          | 0           | 1               | 1               | 0               | -                 | -                 | -                 | -                              | -                              | -                              | -                              | 32    | 15    | 0     |
| 2011-2012             | FC Bourg-Péronnas     | CFA                   | 31          | 16          | 0           | 4               | 1               | 0               | -                 | -                 | -                 | -                              | -                              | -                              | -                              | 35    | 17    | 0     |
| Sous-total            | Sous-total            | Sous-total            | 90          | 38          | 0           | 5               | 2               | 0               | -                 | -                 | -                 | -                              | -                              | -                              | -                              | 95    | 40    | 0     |
| 2012-2013             | Dijon FCO             | Ligue 2               | 26          | 10          | 2           | 1               | 1               | 0               | 2                 | 1                 | 0                 | -                              | -                              | -                              | -                              | 29    | 12    | 2     |
| 2013-2014             | Dijon FCO             | Ligue 2               | 27          | 7           | 2           | 2               | 1               | 0               | 1                 | 0                 | 0                 | -                              | -                              | -                              | -                              | 30    | 8     | 2     |
| 2014-2015             | Dijon FCO             | Ligue 2               | 33          | 10          | 7           | 2               | 1               | 0               | 2                 | 0                 | 0                 | -                              | -                              | -                              | -                              | 37    | 11    | 7     |
| 2015-2016             | Dijon FCO             | Ligue 2               | 37          | 11          | 4           | 1               | 1               | 0               | 2                 | 1                 | 0                 | -                              | -                              | -                              | -                              | 40    | 13    | 4     |
| 2016-2017             | Dijon FCO             | Ligue 1               | 35          | 9           | 4           | 1               | 1               | 0               | 1                 | 0                 | 0                 | -                              | -                              | -                              | -                              | 37    | 10    | 4     |
| 2017-2018             | Dijon FCO             | Ligue 1               | 26          | 12          | 2           | 1               | 1               | 0               | 1                 | 0                 | 0                 | -                              | -                              | -                              | -                              | 28    | 13    | 2     |
| 2018-2019             | Dijon FCO             | Ligue 1               | 36          | 5           | 4           | 4               | 3               | 2               | 2                 | 0                 | 0                 | -                              | -                              | -                              | -                              | 42    | 8     | 6     |
| 2019-2020             | Dijon FCO             | Ligue 1               | 23          | 5           | 2           | 3               | 0               | 0               | 1                 | 0                 | 0                 | -                              | -                              | -                              | -                              | 27    | 5     | 2     |
| Sous-total            | Sous-total            | Sous-total            | 243         | 69          | 27          | 15              | 9               | 2               | 12                | 2                 | 0                 | -                              | -                              | -                              | -                              | 270   | 80    | 29    |
| 2020-2021             | Al-Faisaly            | Saudi Pro League      | 30          | 15          | 5           | 4               | 4               | 0               | -                 | -                 | -                 | -                              | -                              | -                              | -                              | 34    | 19    | 5     |
| 2021-2022             | Al-Faisaly            | Saudi Pro League      | 27          | 9           | 2           | 2               | 0               | 2               | -                 | -                 | -                 | AFC                            | 5                              | 2                              | 1                              | 34    | 11    | 5     |
| Sous-total            | Sous-total            | Sous-total            | 57          | 24          | 7           | 6               | 4               | 2               | -                 | -                 | -                 | -                              | 5                              | 2                              | 1                              | 68    | 30    | 10    |
| 2022-2023             | Al-Raed               | Saudi Pro League      | 27          | 8           | 4           | 1               | 0               | 0               | -                 | -                 | -                 | -                              | -                              | -                              | -                              | 28    | 8     | 4     |
| 2023-2024             | Al-Raed               | Saudi Pro League      | 29          | 7           | 5           | -               | -               | -               | -                 | -                 | -                 | -                              | -                              | -                              | -                              | 29    | 7     | 5     |
| Sous-total            | Sous-total            | Sous-total            | 56          | 15          | 9           | 1               | 0               | 0               | -                 | -                 | -                 | -                              | -                              | -                              | -                              | 57    | 15    | 9     |
| 2024-2025             | Dijon FCO             | National              | 1           | 0           | 0           | -               | -               | -               | -                 | -                 | -                 | -                              | -                              | -                              | -                              | 1     | 0     | 0     |
| Total sur la carrière | Total sur la carrière | Total sur la carrière | 447         | 146         | 43          | 27              | 15              | 4               | 12                | 2                 | 0                 | -                              | 5                              | 2                              | 1                              | 491   | 165   | 48    |

### En sélection
| Saison    | Total  | Total | Phases Finales | Phases Finales | Phases Finales | Éliminatoires     | Éliminatoires | Éliminatoires | Matchs Amicaux | Matchs Amicaux |
| Saison    | Matchs | Buts  | Type           | Matchs         | Buts           | Type              | Matchs        | Buts          |                |                |
| Saison    | Matchs | Buts  | Type           | Matchs         | Buts           | Type              | Matchs        | Buts          | Matchs         | Buts           |
| --------- | ------ | ----- | -------------- | -------------- | -------------- | ----------------- | ------------- | ------------- | -------------- | -------------- |
| 2012-2013 | 9      | 0     | CAN            | 4              | 0              | CdM 2014          | 3             | 0             | 2              | 0              |
| 2013-2014 | 1      | 0     | -              | -              | -              | -                 | -             | -             | 1              | 0              |
| 2014-2015 | 7      | 2     | CAN            | 2              | 0              | CAN 2015 CAN 2017 | 2 1           | 1             | 2              | 0              |
| 2015-2016 | 3      | 0     | -              | -              | -              | CAN 2017          | 3             | 0             | -              | -              |
| 2016-2017 | 3      | 1     | -              | -              | -              | CdM 2018 CAN 2019 | 1             | 0             | 1              | 1              |
| 2017-2018 | 4      | 1     | -              | -              | -              | CdM 2018          | 3             | 0             | 1              | 1              |
| 2018-2019 | 3      | 0     | -              | -              | -              | CAN 2019          | 3             | 0             | -              | -              |
| 2019-2020 | 3      | 0     | -              | -              | -              | CAN 2022          | 2             | 0             | 1              | 0              |
| 2020-2021 | 4      | 0     | -              | -              | -              | CAN 2022          | 2             | 0             | 2              | 0              |
| 2021-2022 | 11     | 4     | CAN            | 3              | 1              | CdM 2022 CAN 2023 | 6 2           | 2 1           | -              | -              |
| Total     | 48     | 8     | -              | 9              | 1              | -                 | 29            | 5             | 10             | 2              |

Dernière mise à jour le 3 janvier 2025

## Palmarès
Júlio Tavares remporte la Coupe d'Arabie soudite en 2021 avec Al Faisaly. Il est également finaliste de la Supercoupe d'Arabie saoudite la même année.
Il est champion de troisième division saoudienne avec le Al-Diraiyah FC.